# Torch Song Trilogy (opera teatrale)
Torch Song Trilogy è una trilogia teatrale scritta da Harvey Fierstein che debutta nella sua forma completa nel 1982. L'opera è costituita da tre commedie: The International Stud (1978), Fugue in a Nursery (1979) e Widows and Children First! (1979). Dalla trilogia è stato tratto il film Amici, complici, amanti di Paul Bogart. Torch Song Trilogy rimase in scena per 1222 repliche a Broadway e valse a Harvey Fierstein il Tony Award alla migliore opera teatrale e il Tony Award al miglior attore protagonista in uno spettacolo. Nel 2017 Fierstein ha profondamente rimaneggiato l'opera per un nuovo allestimento dell'Off Broadway, tagliando circa un'ora e un quarto dal testo originale e reintitolando la pièce semplicemente Torch Song.

## Trama

### The International Stud
La commedia inizia nel camerino in cui Arnold si sta truccando da drag queen per andare in scena. Dopo che Lady Blues ha cantato la prima torch song, Arnold comincia a lamentarsi con il pubblico per la sua mancanza di fortuna nel trovare l'uomo perfetto, nonostante tutti i tentativi, umiliazioni e scoperte spiacevoli. Tuttavia, Arnold non si scoraggia perché sa di avere molto da offrire e che l'uomo dei suoi sogni potrebbe essere proprio dietro l'angolo. Al bar gay chiamato "The international stud" ("lo stallone internazionale), Arnold incontra Ed Reiss, i due sono immediatamente attratti l'uno dall'altro e lasciano il locale per andare a casa di Arnold.
Quattro mesi dopo, Arnold è a casa ad espettare una telefonata di Ed, che ora è diventato il suo amante. Impaziente, Arnold telefona ad Ed, che sembra a disagio, è evasivo e alla fine ammette che sta frequentando un'altra persona, una donna di nome Laurel. L'uomo si dichiara bisessuale e vorrebbe vivere da etero per facilitarsi la vita ed il rapporto con i genitori: è proprio a loro che Ed sta per presentare Laurel, un fatto che ferisce profondamente Arnold. Il protagonista allora decide di chiudere la relazione con Ed e torna all'International Stud con l'amico Murray. Ma ad Arnold i locali gay non piacciono e dopo aver fatto sesso con uno sconosciuto nella black room ammette con se stesso che non troverà certo in un posto così il grande amore.
Cinque mesi dopo la loro rottura, Ed va a trovare Arnold in camerino dopo la sua performance. Arnold è ancora ferito e tratto con freddezza l'ex, che però rifiuta di andarsene; Ed confessa di essere ancora con Laurel, anche se la loro relazione non è perfetta. L'uomo è combattutto e vorrebbe un'altra occasione da Arnold: il protagonista è ancora innamoratissimo, ma rifiuta perché non vuole avere il cuore spezzato una seconda volta. Ed lascia il camerino e Arnold riflette sull'esperienza vissuta, sperando ancora di trovare il grande amore in futuro.

### Fugue in a Nursery
Dopo un anno dall'ultimo incontro tra Ed ed Arnold, Laurel telefona al protagonista per invitarlo a trascorrere il weekend con lei e il compagno nella loro casa di campagna; Arnold accetta controvoglia e ottiene di portare il suo nuovo fidanzato, il diciottenne Alan, con lui. Laurel sa tutto della bisessualità di Ed e si sente fiera di essere così moderna da accettare di avere l'ex del compagno a casa nel weekend, ma l'arrivo degli ospiti rovina il suo sogno: c'è della tensione tra Ed ed Arnold, un fatto che disturba sia Laurel che Alan. Ed in particolare è geloso di Alan e se ne lamenta con Laurel, che capisce di essersi messa da sola in una situazione fastidiosa. Alan, un bellissimo modello ed ex gigolò, è profondamente innamorato di Arnold e continua a chiedergli se c'è ancora qualcosa tra lui e Ed, un'insinuazione che Arnold rigetta.
Ed legge agli ospiti un articolo di giornale sulla relazione tra un'ottantenne e un quindicenne e Laurel è disgustata dal fatto che il compagno trovi la cosa sexy. Le due coppie parlano di amore e relazioni e tutti e quattro sono d'accordo sul fatto che in ogni storia ci sia un partner che ama più dell'altro. Arnold e Ed riescono a stare un po' da soli, un fatto che fa ingelosire ulteriormente Alan e Laurel, che si aspettano spiegazioni su come i due ex abbiano trascorso il tempo insieme. Più tardi Alan confessa ad Arnold che Laurel ci ha provato con lui, il che per Arnold è la riprova del fatto che la donna sia segretamente attratta da uomini gay. Si scopre anche che Laurel e Ed si sono incontrati mentre facevano terapia di gruppo, un fatto che Ed aveva già confessato ad Arnold in mattinata.
La mattina dopo Laurel sveglia la coppia gay e chiede loro di venire in chiesa con lei e Ed, ricevendo un netto rifiuto. Rimasta sola con il fidanzato, Laurel rivela a Ed che il weekend non sta andando secondo le sue aspettative e che il suo vero scopo era far trovare Ed e Arnold nuovamente insieme per vedere se il fidanzato avrebbe preferito ancora lei all'ex. Dopo pranzo, Arnold e Laurel lavano i piatti e la donna gli chiede se si vuole riprendere Ed, un'accusa che il protagonista rifiuta. Ma Laurel sa che i due si continuano a telefonare assiduamente perché ha visto i tabulati telefonici e scopre con orrore che è stato Ed a riallacciare i rapporti con Arnold. 
La mattina dopo la vita torna alla normalità per Arnold a New York, che però riceve una telefonata inaspettata da Ed: Laurel lo ha lasciato. Ed infatti le ha detto tutto della sua scappatella con Alan, una notizia con cui Laurel non può convivere. Arnold confronta Alan sul tradimento ed il ragazzo lo accusa di averlo fatto perché Arnold non ha mai preso seriamente la loro relazione né detto di amarlo. Arnold capisce quindi di amare il ragazzo e decide di impegnarsi di più nella relazione con Alan. Alcuni mesi dopo Laurel viene a trovare Arnold per dirgli che lei e Ed si sposeranno, ma che lui non è invitato. La notizia però non turba Arnold, ormai profondamente innamorato di Alan, con cui è diventato il proprietario di un cane e che vorrebbe ufficializzare le cose con il ragazzo in una cerimonia.

### Widows and Children First!
Sono passati cinque anni e la scena si svolge nel piccolo appartamento di Arnold a Manhattan. Ed sta preparando la colazione per Arnold e David, il quindicenne gay che il protagonista ha preso in affidamento. Ed e Laural si sono lasciati ed ora l'uomo vive da Arnold in attesa di trovare un nuovo appartamento; Laurel gli telefona chiedendogli di riprovarci con il matrimanio, ma Ed non se la sente e rifiuta. Arnold è agitatissimo perché aspetta la visita di un'assistente sociale che, se superata positivamente, potrebbe far sì che lui adotti ufficialmente David. Ma il vero motivo della sua ansia è che la madre, la formidabile Mrs Beckoff, sta venendo in visita da lui.
Si scopre presto che Arnold e la madre si vogliono molto bene, ma la somiglianza di carattere ed il fatto che la donna disapprovi l'omosessualità del figlio rendono il rapporto teso e difficile. Mrs Beckoff è sconvolta quando scopre che Arnold intende adottare David, ritenendo "la scelta di vita" del figlio inadatta per un genitore. Arnold, allo stesso tempo, è risentito perché la madre non ha mai preso sul serio il suo dolore per la morte di Alan, ucciso sotto casa in un attacco omofobo: per il protagonista la perdita del compagno, con cui aveva firmato le pratiche dell'affido, è un lutto simile a quello che la madre ha provato nel perdere il marito, un paragone che fa infuriare la signora Beckoff.
Intanto David offre ad Ed di aprirsi con lui sul tema del divorzio con Laurel, un'offera rifiutata da Ed. David allora suggerisce al nuovo coinquilino di riprovarci con Arnold, a cui il ragazzo vuole moltissimo bene. La mattina dopo Ed propone ad Arnold di riprovarci ma il protagonista declina e gli suggerisce di non lasciare andare Laurel. Ed è deluso, ma David lo incoraggia e gli ricorda che Arnold ci mette sempre un po' ad accettare le cose. Infatti poco dopo, quando Ed sta uscendo per andare al lavoro, Arnold gli suggerisce in modo più conciliante che l'ipotesi di una relazione tra loro non sia da scartare. Mrs Beckoff si prepara per andare in aeroporto e madre e figlio fanno pace e decidono di essere più comprensivi e aperti l'uno nei confronti dell'altra. I due si salutano e mentre Arnold si affaccia alla finestra per vederle prendere il taxi la radio comincia a suonare una canzone che David ha fatto dedicare al protagonista.

## Adattamenti
Trasposizioni cinematografiche:
- Amici, complici, amanti di Paul Bogart (1988)